# Königsweber
Der Königsweber (Ploceus aurantius, Syn.: Malimbus aurantius) zählt innerhalb der Familie der Webervögel (Ploceidae) zur Gattung der Ammerweber (Ploceus).
Der lateinische Artzusatz kommt von lateinisch aurantius ‚orangefarben‘.
Der Vogel kommt in Afrika vor in Benin, Gabun, Ghana und Uganda.
Das Verbreitungsgebiet umfasst Mangroven, Dickicht in Lagunen an der Küste und entlang größerer Flüsse, in der Umgebung von Seen und Farmland bis 200 m Höhe.

## Merkmale
Die Art ist 14 cm groß und wiegt zwischen 21 und 29 g. Das Männchen hat Orange an Kopf, Brust und Unterseite, die Iris ist grau, diamantenförmig aufgrund eines kleinen Abschnittes dunkler Irishaut. Der Schnabel ist pink bis weiß mit einer dunklen Kante entlang der Oberseite des Oberschnabels und schmalem schwarzen Zügel. Die Oberseite ist olivgrün, der Bürzel orange bis gelb, der Schwanz olivbraun. Weibchen und Jungvögel sind einfarbig grünlich auf der Oberseite, weißlich auf der Unterseite.

## Geografische Variation
Es werden folgende Unterarten anerkannt:
- P. a. aurantius (Vieillot, 1808), Nominatform – Sierra Leone östlich entlang der Küste bis Südosten Ghanas, Togo, Benin, Nigeria, Kamerun, Äquatorialguinea, Gabun, Süden der Zentralafrikanischen Republik, Republik Kongo, Demokratische Republik Kongo sowie Norden Angolas
- P. a. rex Neumann, 1908 – Uganda, äußerster Westen Kenias und Nordwesten Tansanias um den Victoriasee

## Stimme
Der Gesang des Männchens wird als Mischung aus glatten Tönen, ziemlich musikalisch klingend ohne die scharfen Elemente der anderen Webervögel beschrieben.

## Lebensweise
Die Nahrung besteht hauptsächlich aus Früchten, Fruchtfleisch und Samen, aber auch Insekten.
Die Brutzeit liegt zwischen Oktober und April in Liberia, zwischen Juni und Juli in Ghana und Togo, im Februar, Juni, September und November bis Dezember in Nigeria und zwischen Oktober und März in Ghana.
Königsweber sind vermutlich polygyn, brüten einzeln oder in Kolonien bis mehrere Hundert Nestern. Das Männchen baut das Nest, das Gelege besteht aus 2 blass gefärbten, leicht gepunkteten Eiern, die vom Weibchen ausgebrütet werden.

## Gefährdungssituation
Der Bestand gilt als nicht gefährdet (Least Concern).